# 로열 에어 모로코
로열 에어 모로코(영어: Royal Air Maroc, 프랑스어: Royal Air Maroc, 아랍어: الخطوط الملكية المغربية)은 카사블랑카에 본사를 두고 있는 항공사로 원월드 회원사이며 허브 공항은 무함마드 5세 국제공항이 있다.

## 역사
1957년 모로코가 프랑스부터 독립하면서 정부의 주도로 회사가 세워졌다. 1960년 처음으로 제트 여객기를 도입해 파리와 마드리드 등 유럽 도시에 취항했다. 1970년대에 보잉 기종을 들여왔고 북아메리카와 중동, 북아프리카 지역으로 취항 지역을 확장했다. 2000년에 보잉 737 기종을 새로 도입했다. 2014년 기준으로 45대의 항공기를 보유하고 있으며 총 94개 지역의 국내선과 국제선을 운항하고 있다.

## 운항 노선
- 2012년 1월 현재 로열 에어 모로코는 다음과 같은 노선을 취항하고 있다.

### 코드쉐어 협정
- 로열 에어 모로코는 다음과 같은 항공사와 코드쉐어 협정을 맺고 있다.[1]

| - S7 항공 (원월드) - TAAG 앙골라 항공 - 브뤼셀 항공 (스타 얼라이언스) - 사우디아 항공 (스카이팀) - 아메리칸 항공 (원월드) - 아에로플로트 (스카이팀) - 에티하드 항공 - 이베리아 항공 (원월드) - 제트블루 항공 - 카타르 항공 (원월드) | - 케냐 항공 (스카이팀) - 터키항공 (스타 얼라이언스) |  |

## 보유 기종

### 현재 보유중인 기종
- 2020년 11월 로열 에어 모로코는 다음과 같은 기종을 보유하고 있으며 평균 기령은 8년이다.[2][3][4]

### 퇴역 기종
- 로열 에어 모로코는 다음과 같은 기종을 보유하였다.[10][11][12]

## 사건 및 사고
- 1995년 1월 21일 로열 에어 모로코 205편이 뉴욕 경유 카사블랑카로 비행을 준비하면서 캐나다 항공 지상 요원들이 얼음을 녹이고 있었으나, 비행기 엔진에 시동이 걸려 있었다. 통신 오류로 조종사는 얼음 제거가 완료된 것으로 착각하여 앞으로 활주하고 있었다. 제빙 차량 2대와 수평 안정 장치가 파손되었고, 제빙 작업 요원과 운전사가 모두 부상당했다.[13]

## 사진

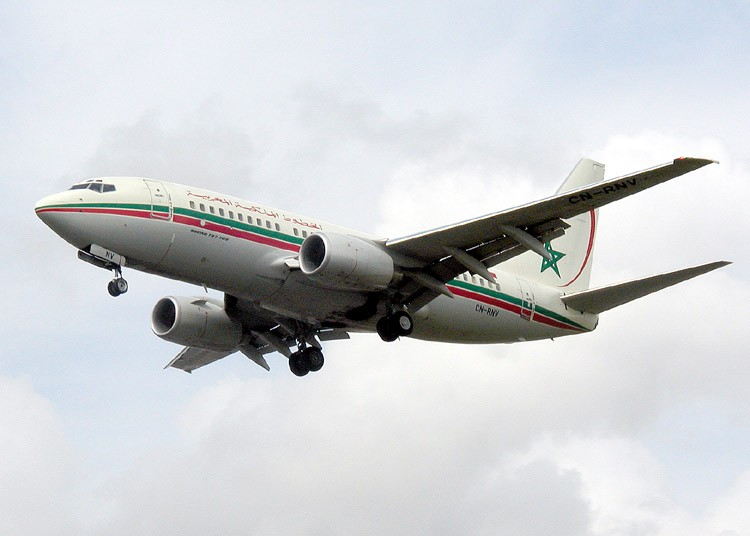
로열 에어 모로코의 보잉 737-700
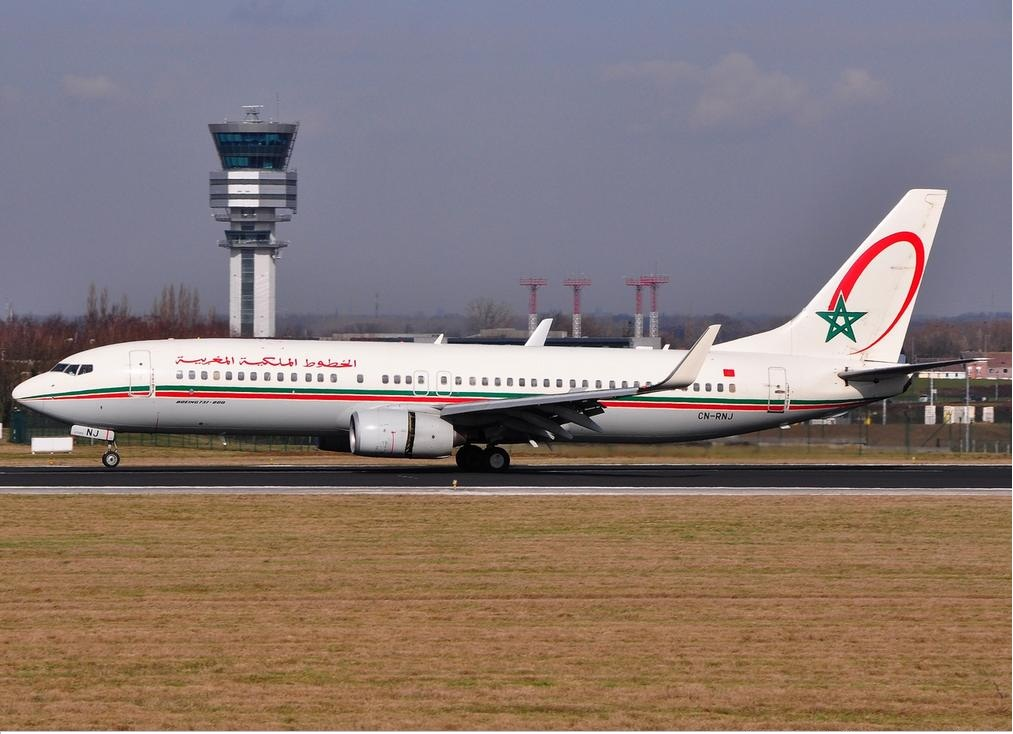
로열 에어 모로코의 보잉 737-800
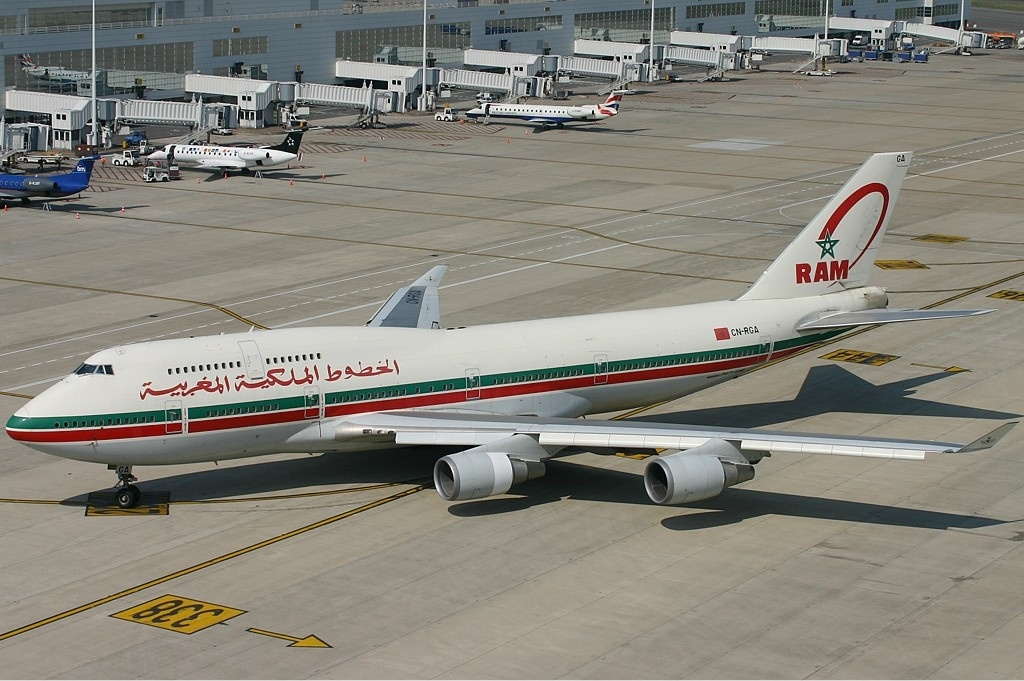
로열 에어 모로코의 보잉 747-400 (퇴역)
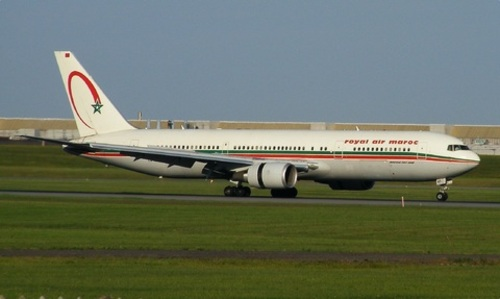
로열 에어 모로코의 보잉 767-300ER (퇴역)